# 秋本啓之
秋本 啓之（あきもと ひろゆき、1986年1月31日 - ）は、日本の柔道家である。熊本県下益城郡松橋町（現・宇城市）出身。血液型はA型。階級は73kg級。得意技は背負投。柔道全日本代表コーチ。
下益城郡富合町（現・熊本市南区）の藤井道場、松橋中、桐蔭学園高校、筑波大学出身。父親は1978年嘉納治五郎杯東京国際柔道大会65kg級優勝、1980年講道館杯全国柔道体重別選手権大会65kg級優勝の秋本勝則。兄は1999年全日本ジュニア柔道体重別選手権大会73kg級優勝の秋本修平。妻は元バレーボール選手の大友愛。長女（継子）はバレーボール選手の秋本美空。他に大友との間に一男二女がいる。

## 人物
柔道は5歳の時に始める。桐蔭学園高等学校時代、無差別で争われる全国高校選手権で、66kg級の選手ながら重量級の選手を次々破って無差別級で優勝という快挙を成し遂げる。この時の対戦相手に2010年全日本柔道選手権大会2位の立山広喜がいる。
筑波大学進学後は世界ジュニアを制して父子2代でチャンピオンとなり、また嘉納杯も父子2代で優勝している。2005年にはフランス国際も制して勢い付くが、体重別でオリンピックチャンピオンの内柴正人に敗れ代表にはなれず。また減量苦で過食おう吐・摂食障害になった。
翌年のアジア大会代表に選ばれるも、減量の影響もあり散々な試合内容で3位に終わる。2007年には世界選手権代表にも選ばれるが、直前に右ひじじん帯を断裂して4回戦負け。五輪を控えた2008年には海外遠征中に脱水症状で痙攣を起こし、五輪を断念した。
その後、2009年秋からは階級を73kg級に上げると本来の勝負強い柔道が甦り、講道館杯73kg級で優勝する。また、グランドスラムパリで2位、ワールドカップウィーンで優勝し国際大会でも実績を重ねる。さらに全日本選抜柔道体重別選手権大会で優勝し、世界選手権代表に選出される。
2010年9月に東京で開催された世界選手権では、初戦から順調に勝ち上がり、準決勝では世界選手権2連覇中の王己春を立ち技のみならず寝技でも2度抑え込みに持ち込むなど盛んに攻め立てて延長戦で3-0の判定で破り、決勝でオランダのデックス・エレモントを袈裟固めで押さえ込んで優勝。さらに今回優勝したことにより、史上初の親子2代での世界選手権メダリストとなった。
11月にはアジア大会に出場して、決勝で再び王を破り優勝を果たした。
2011年8月の世界選手権では連覇を狙ったものの準決勝で中矢力に大外刈で技ありを取られて敗れ、3位決定戦でも逆転負けを喫して5位に終わった。
12月のグランドスラム・東京では、準決勝で中矢に背負投で一本勝ちすると、決勝でもマンスール・イサエフを破り優勝を飾った。
2012年1月にはワールドマスターズに出場するが、準決勝で中矢に0-3の判定負けを喫して3位に終わった。また、この試合で左足の甲を傷めて全治3ヶ月と診断された。
5月の選抜体重別では初戦で旭化成の大束匡彦に技ありを取られて敗れて、ロンドンオリンピック代表の座を逃した。
2013年8月8日、元バレーボール選手大友愛と結婚。11月には久々の復帰戦となった講道館杯に出場するも、3位にとどまった。
2014年2月のグランプリ・デュッセルドルフではオール一本勝ちで優勝を果たした。4月の体重別では準決勝で中矢に送襟絞で敗れて3位だった。9月のアジア大会では2連覇を達成した。12月のグランドスラム・東京では準決勝まですべて一本勝ちすると、決勝でも旭化成の大野将平を有効で破り今大会3年ぶり2度目の優勝を飾った。
2015年4月の選抜体重別では初戦でパーク24の橋本壮市に有効で敗れた。10月のグランドスラム・パリでは決勝で世界ランキング1位であるアゼルバイジャンのルスタム・オルジョフを背負投で破るなど、5試合のうち4試合を一本勝ちして優勝を飾った
。12月のグランドスラム・東京では決勝で、筑波大学時代には秋本の付き人を務めていた韓国の安昌林を背負投の技ありで破って今大会2連覇を飾った。この際に次のように語った。｢優勝したことで、リオデジャネイロオリンピックの代表に一歩近づいたのではないかと思います。しかし、まだ大野将平選手や中矢力選手が自分よりリードしていることは変わりません。今まで通り崖っぷちの精神、チャレンジャーの気持ちで、最後まで自分の目標や夢を追いかけていきたいですね。｣。
2016年2月のグランドスラム・パリでは準決勝で安昌林に敗れて3位にとどまった。4月の選抜体重別では初戦でパーク24の田村和也に小内刈で敗れてリオデジャネイロオリンピック代表は叶わず、引退を示唆。そして同年6月11日、宮崎市で開催されていた全日本実業団対抗大会の大会終了後に現役引退を正式表明した。今後は所属先である了徳寺学園のコーチとして後進の指導にあたることになった。また、全日本の女子代表特別コーチにも就任した。
2020年10月には全日本代表チームの73kg級と81kg級のコーチに就任した。
同じ柔道家である川端龍と家族ぐるみでの親交があり、Youtubeでの共演も多い。

## 戦績
- 2000年 - 全国中学校柔道大会 55kg級 準優勝
- 2003年 - 全国高等学校柔道選手権大会 無差別級 優勝
- 2003年 - インターハイ 66kg級 優勝
- 2004年 - 世界ジュニア柔道選手権大会 66kg級 優勝
- 2005年 - フランス国際 66kg級 優勝
- 2005年 - 選抜体重別 66kg級 準優勝
- 2005年 - 全日本学生柔道体重別選手権 66kg級 優勝
- 2005年 - 講道館杯 66kg級 優勝
- 2006年 - 嘉納杯 66kg級 優勝
- 2006年 - グルジア国際 66kg級 優勝
- 2006年 - フランス国際 66kg級 準優勝
- 2006年 - アジア競技大会 66kg級 3位
- 2007年 - フランス国際 66kg級 優勝
- 2007年 - 選抜体重別 66kg級 優勝
- 2008年 - オーストリア国際 66kg級 優勝
- 2008年 - 選抜体重別 66kg級 3位
- 2009年 - ワールドカップ・バクー 73kg級 3位
- 2009年 - 講道館杯 73kg級 優勝
- 2009年 - 東アジア競技大会 73kg級 優勝
- 2010年 - グランドスラム・パリ 73kg級 準優勝
- 2010年 - ワールドカップ・ウィーン 73kg級 優勝
- 2010年 - 選抜体重別 73kg級 優勝
- 2010年 - グランドスラム・リオデジャネイロ 73kg級 優勝
- 2010年 - 世界柔道選手権大会 73kg級 優勝
- 2010年 - アジア競技大会 73kg級 優勝
- 2011年 - 選抜体重別 73kg級 3位
- 2011年 - グランドスラム・リオデジャネイロ 73kg級 5位
- 2011年 - 世界柔道選手権大会 73kg級 5位
- 2011年 - 世界柔道団体選手権大会 3位
- 2011年 - グランドスラム・東京 73kg級 優勝
- 2012年 - ワールドマスターズ 3位
- 2013年 - 講道館杯 3位
- 2014年 - グランプリ・デュッセルドルフ 優勝
- 2014年 - 選抜体重別 3位
- 2014年 - アジア大会 個人戦 優勝
- 2014年 - アジア大会 団体戦 3位
- 2014年 - グランドスラム・東京 優勝
- 2015年 - グランドスラム・チュメニ 5位
- 2015年 - グランドスラム・パリ 優勝
- 2015年 - グランドスラム・東京 優勝
- 2016年 - グランドスラム・パリ 3位

(出典、JudoInside.com)。

## プレースタイル
左に回ってから低めに入り、体の回転をさせて相手を投げる素早い背負投が得意である。他にも左の袖釣込腰や左の腰車、右の横巴投などがある。